# Celler Güell
El Celler Güell és una edificació modernista al nucli de Garraf, en el municipi de Sitges (comarca del Garraf).
L'any 1871, Eusebi Güell i Bacigalupi adquirí al Patrimoni de l'Estat l'antiga masia del Garraf amb els seus terrenys per fer-hi edificar un pavelló de caça, que no s'arribà a fer. Temps després encarregà un celler amb habitatge annex.
És un conjunt d'edificacions -celler, residència i capella- en estil gaudinià. D'autoria i datació discutida, alguns historiadors l'atribueixen a Francesc Berenguer i Mestres, que l'hauria bastit en la darrera dècada del 1800, i altres autors, com l'expert gaudinià Joan Bassegoda i Nonell, en fan coautor el mateix Gaudí.
En destaquen els arcs parabòlics, l'ús del ferro forjat i l'obra vista, l'asimetria i diverses referències medievalistes. De composició orgànica, mur lateral i teulada es fonen en un únic prisma triangular ajagut sobre una de les cares.
La construcció ha esdevingut modernament un establiment de restauració.
Construït a les costes de Garraf, a la carretera que uneix Barcelona amb Sitges. El 1882 Gaudí havia projectat per a la família Güell, i per ser ubicats en aquests terrenys, un pavelló de caça que no va arribar a construir-se.